# Chen Jinggu
Chen Jinggu (陳靖姑T, 陈靖姑S, Chén JìnggūP, venerata anche come Dama di Linshui, 臨水夫人T, 临水夫人S, Lín Shuǐ Fū RénP; 767 – 791) è stata una donna cinese realmente vissuta nel Fujian e venerata come una dea a partire dal XIII secolo.
È considerata protettrice delle donne, dei bambini e dei deboli, nonché garante di pace in grado di vincere le forze maligne.
Il suo culto è diffuso nella Cina sudorientale, a Taiwan e nelle comunità cinesi all'estero, ed è parte del patrimonio culturale immateriale di livello statale della Repubblica Popolare Cinese dal 2008.

## La leggenda
Chen Jinggu era una sciamana, figlia di una donna sterile che aveva accidentalmente ingoiato una foglia con del sangue di Guanyin, divenendo presto incinta. La bambina mostrò di essere chiaroveggente all'età di 4 anni, mentre a 7 imparò a leggere. Fu devota a Guanyin sin dalla nascita.
Fu promessa sposa a Liu Qi, la reincarnazione di un uomo che aveva provato a sedurre Guanyin gettandole addosso della polvere d'argento. Parte di questa polvere cadde in un fiume, generando un serpente che sarebbe diventato il nemico principale di Chen Jinggu.
Assieme alle sorelle Lin Jiuniang e Li Sanniang, anch'esse sciamane, Chen Jinngu combatté per preservare l'ordine e la pace. Esperta di arti marziali, in combattimento si serviva di una spada formata dalle stelle dell'Orsa Maggiore, nonché di un manetta dalla forma di un testa di serpente.
Sconfisse il serpente per tre volte. Inizialmente recise il serpente in tre parti, che nascose in tre posti diversi. Una di queste parti di serpente scappò, così dovette combatterlo ancora. Dopo aver sposato Lui Qi ed esserne rimasta incinta, abortì e nascose il feto ripromettendosi di impegnarlo dopo l'inizio delle piogge, poiché le donne incinte non potevano praticare lo sciamanesimo. Tuttavia, il feto venne divorato dal serpente, che venne ucciso da Chen Jinggu per ritorsione, ma ciò le causò un'emorragia fatale. Una volta nell'aldilà recuperò l'anima di suo figlio e ne fece una divinità.

## Il culto
I resti di Chen Jinggu e quelli del serpente sono ritenuti conservati nella città di Daqiao, nella contea di Gutian, nel Fujian. In tale località il culto di Chen Jinggu è particolarmente sentito, nonché a Taiwan, dove è stato portato avanti dai migranti della Cina continentale. Questo culto è associato al taoismo, al buddhismo e al confucianesimo.
La figura di Chen Jinggu è ricorrente nel teatro delle marionette del Fujian, nonché nel genere guci, la cui opera più importante è un'epopea a lei dedicata, il Lingjing Dazhuan.